# ماريا كوستا
ماريا كوستا (بالإيطالية: Maria Costa)‏ هي كاتِبة وشاعرة إيطالية، ولدت في 15 ديسمبر 1926 في مسينة في إيطاليا، وتوفي بنفس المكان في 7 سبتمبر 2016.